# Соллогуб Микола Володимирович
Микола Володимирович Соллогуб (1883 — 1937) — воєначальник Червоної армії, з кінця 1920 по 1922 рік начальник штабу Збройних сил України та Криму. Комдив. Репресований під час сталінського Великого терору.

## Життєпис
Із дворянського роду.
У 1910 році закінчив Академію Генштабу.
Брав участь у Першій світовій війні. Полковник Російської імператорської армії.
З 1918 року у Червоній армії. У червні-липні того ж року був начальником штабу Східного фронту.
Від серпня 1918 по травень 1919 року член Вищої військової інспекції, в липні-серпні 1919 року у штабі Західного фронту.
З серпня 1919 по вересень 1920 року командувач 16-ї армії.
У жовтні-грудні 1920 року — начальник штабу Західного фронту.
З кінця 1920 по 1922 рік начальник штабу Збройних сил України та Криму. По завершенню війни, помічник командувача Збройних сил України та Криму.
Далі на викладацькій та інспекторській роботі. Був начальником академії Повітряного Флоту та помічником начальника ВПС РСЧА. З 1925 року заступник начальника Військової академії імені Фрунзе.

## Нагороди
- Орден Червоного Прапора (1920)
- Орден Трудового Червоного Прапора БРСР (1932)